# Đường phố đầy bất ngờ
Đường phố đầy bất ngờ (tiếng Nga: Улица полна неожиданностей) là một phim hài do Sergey Sidelyov đạo diễn, xuất phẩm ngày 21 tháng 01 năm 1958 tại Leningrad.

## Nội dung
Thành Len những ngày hè oi bức, trung sĩ trẻ Vasily Shaneshkin luôn bận rộn với những sự cố vô lý xảy ra ở chốt giao thông do anh phụ trách. Đến một hôm Vasily sơ ý xử phạt bất công đối với công dân Ivan Zakharovich Vodnyev, mà không ngờ đấy chính là cha bạn gái Katya của anh. Vasily tự hối mà không dám biện minh cho mình, trong khi ông Ivan bắt đầu nảy những thành kiến không hay về giới công an Liên Xô. Suốt mấy hôm liền, anh vô cùng khổ tâm vì sợ những điều xấu có thể gián đoạn truyện tình cảm với bạn gái Katya.
May cho anh, thời cơ đến để anh được chứng tỏ lương tâm và trách nhiệm người công an viên. Tên tội phạm lão luyện Vladimir Zvantsev giả trang nghệ sĩ để lấy lòng gia đình Vodnyev (vốn rất giàu có) hòng thực hiện một phi vụ cướp tiền. Bất chấp những cản trở của thân nhân vì vẫn lầm tưởng gã kia tử tế, Vasily quyết truy đuổi tên tội phạm tới cùng. 

## Kĩ thuật
Phim được thực hiện tại Leningrad mùa hè năm 1957.

### Sản xuất
- Thiết kế: Viktor Savostin
- Điều phối: Polina Borisova
- Phụ tá: Yekaterina Serdechkova
- Cố vấn: Yu. Lukyanov
- Hòa âm: Irina Chernyakhovskaya

cùng Đoàn giao hưởng Leningrad (nhạc trưởng Nikolay Rabinovich)

### Diễn xuất
- Leonid Kharitonov... Vasily Shaneshkin
- Vsevolod Larionov... Vladimir Zvantsev
- Georgi Chernovolenko... Ivan Zakharovich Vodnyev
- Yakov Rodos... Porfiriy Perovich Smirnov-Aliansky
- Dzhemma Osmolovskaya... Katya
- Vera Karpova... Liza
- Olga Porudolinskaya... Nadezhda Pavlovna
- Tamara Evgeneva-Ivanova... Mariya Mikhaylovna
- Evgeniy Leonov... Yevgeniy Pavlovich Serdyukov
- Georgi Semyonov... Thiếu tá Yegorov
- Aleksandr Orlov... Prodavets zoomagazina
- Lyudmila Makarova... Bà Kozlika
- Anatoli Abramov... odpyshivshiy grazhdanin
- Konstantin Adashevsky... Shveytsar v restorane
- Zhanna Aleksandrova... Mamyeva
- Lyudmila Bezuglaya... sestra Shaneshkina
- Igor Bogolyubov... Pervyy rybak
- Sergey Filippov... Postovoy
- Leonid Makaryev... Giáo sư Poznanskiy
- Mikhail Medvedev... Sergey Nikolayevich
- Pavel Pervushin... Grabitel
- Pavel Rudakov... Muzh v otdelenii militsii
- L. Shkelko
- Aleksandra Soboleva... Kozlik
- Sergey Sorokin
- Maya Zabulis... Kassirsha v zoomagazina
- Rem Lebedev
- Aleksandr Melnikov

## Hậu trường
Với cốt truyện vô cùng dung dị về công việc thường nhật của người công an giao thông, qua nhiều thập niên phát hành, bộ phim liên tục được liệt hạng phim hài ca nhạc kinh điển Liên Xô và Nga.
Tại Việt Nam, Đường phố đầy bất ngờ từng được kênh VTV1 giới thiệu trong chương trình phim cuối tuần (Chủ Nhật) lúc 07 giờ sáng.

### Tư liệu
- Киноблог. Фотореклама в кино: серебро против пикселей
- Thông tin tại KinoPoisk
- Thông tin tại Kino-Teatr